# Фридрих фон Алефелдт (Хазелдорф)
Фридрих фон Алефелдт (на немски: Friedrich von Ahlefeldt; * 1492; † 1541 или 1543) е граф от род Алефелдт, господар в Хазелдорф (в Пинеберг, в Шлезвиг-Холщайн) и Букхаген, Хазелау, в именията Зеестермюе и Зеегаард при Клиплев (в Дания) и кралски съветник.
Той е син на граф Ханс (Дидрик) фон Алефелдт (1440 – 1500, в битката при Хемингщедт) и втората му съпруга Аделхайд фон Бюлов († сл. 1500 в Русия), дъщеря на Стефен фон Бюлов (1444 – 1521) и София фон Квитцов. По-малък полубрат е на Бендикс фон Алефелдт (1480 – 1517)
През 1538 г. Фридрих фон Алефелдт е кралски съветник в свитата на крал Кристиан III от Дания и Норвегия, когато е честван в град Хамбург.

## Фамилия
Фридрих фон Алефелдт се жени 1532 г. за Катарина Хенингсдатер фон Погвиш (* ок. 1495, Фарве; † ноември 1561, Маасбебен), дъщеря на Хайнрих фон Погвиш, господар на Фарве († сл. 1525) и Анна фон Рантцау. Те имат децата:
- Ханс фон Алефелдт (* ок. 1530; † сл. 27 юли 1559), женен за Доротея фон Алефелдт (* ок. 1530; † сл. 13 юли 1599)
- Бенедикс/Бендикс фон Алефелдт (* ок. 1525, Хазелдорф; † 13 април 1586), носител на орден Данеброг, женен 1544 г. за Емеренция фон Брокдорф (* 1530; † сл. 1569), сестра на Йоахим фон Брокдорф
- Аполония фон Алефелдт, омъжена 1553 г. за Йоахим фон Брокдорф (* ок. 1529; † 1564), брат на Емеренция фон Брокдорф
- Волф/Вулф фон Алефелдт (* 1528, дворец Хазелдорф, Пинеберг; † 11 ноември 1572), господар на Хазелдорф, женен I. за Емеренция Рантцау († 1564, Хелмсторф), II. за Олегаард фон Бухвалд, (* 1547, Борстел, Зегеберг; † ноември 1618, Каден); има общо три дъщери и един син